# Loi de l'osmométrie
En chimie physique, la loi de l'osmométrie, aussi appelée loi de van 't Hoff ou loi de la pression osmotique, est une loi relative au phénomène de l'osmose. Jacobus Henricus van 't Hoff l'énonça en 1886 et reçut en 1901 le premier prix Nobel de chimie « en reconnaissance des services extraordinaires qu’il a rendus par la découverte des lois de la dynamique chimique et de la pression osmotique dans les solutions ».
Cette loi est l'une des lois relatives aux propriétés colligatives des solutions chimiques, avec les trois énoncées par François-Marie Raoult à partir de 1878 : la loi de l'ébulliométrie, la loi de la cryométrie et la loi de la tonométrie (lois de Raoult). Ces quatre lois ont notamment permis d'établir des méthodes de détermination expérimentale de la masse molaire des espèces chimiques.

## Énoncé de la loi

### Cas général

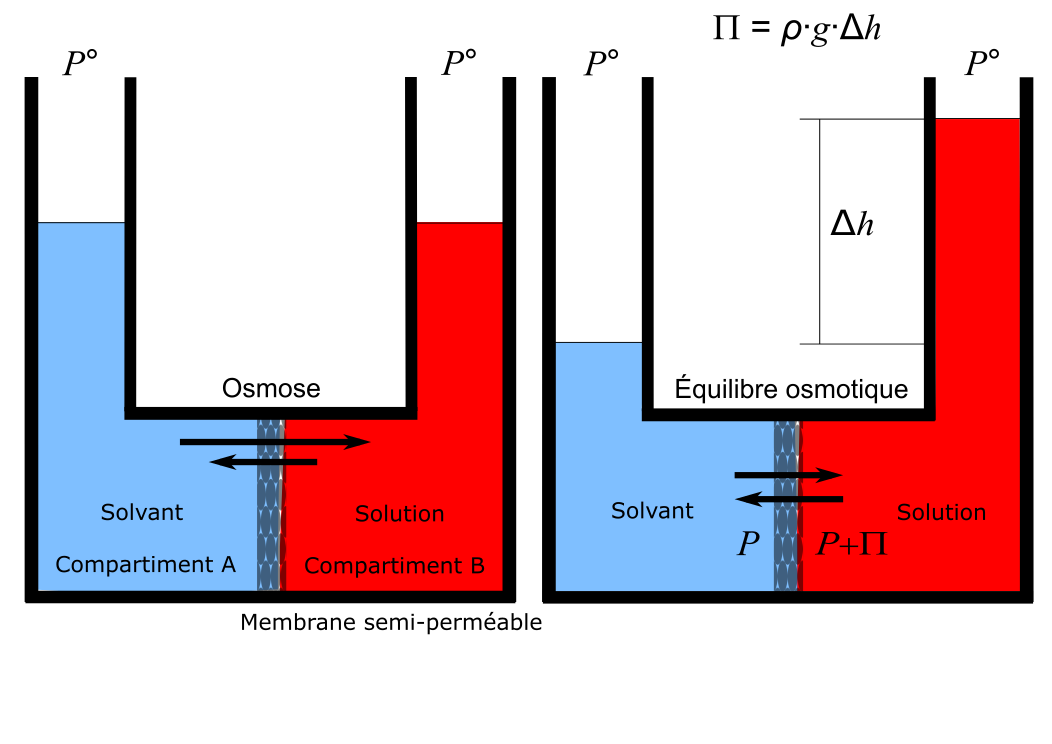
Figure 1 - Pression osmotique et pression hydraulique.

Lorsque l'on place un solvant {\displaystyle s} pur et une solution d'un soluté {\displaystyle \sigma } quelconque dans le même solvant de part et d'autre d'une membrane semi-perméable (ne laissant passer que le solvant), le solvant migre spontanément à travers la membrane du compartiment A contenant le solvant pur vers le compartiment B contenant la solution (voir figure 1) : ce phénomène est appelé osmose. Au bout d'un certain temps la migration du solvant cesse et un équilibre s'établit entre les deux compartiments. À l'équilibre osmotique la membrane subit une pression plus importante de la part de la solution que de la part du solvant pur ; le solvant a donc migré du compartiment de plus faible pression, le compartiment A, vers celui de plus forte pression, le compartiment B.
La loi de van 't Hoff permet de calculer le surcroît de pression exercée par le compartiment contenant la solution dans le cas des solutions très diluées selon :
| Loi de van 't Hoff, ou loi de l'osmométrie : {\displaystyle \Pi V=n_{\sigma }RT} |

avec :
- {\displaystyle \Pi } la pression osmotique (en Pa), c'est-à-dire le surcroît de pression exercée sur la membrane par la solution du compartiment B par rapport au solvant pur du compartiment A ;
- {\displaystyle V} le volume de la solution du compartiment B (en m3) ;
- {\displaystyle n_{\sigma }} la quantité (ou nombre de moles) de soluté en solution (en mol) ;
- {\displaystyle R} la constante universelle des gaz parfaits (en J/(K·mol)) ;
- {\displaystyle T} la température (en K).

La forme de cette loi rappelle celle des gaz parfaits {\displaystyle PV=nRT}. Elle est totalement indépendante des propriétés intrinsèques du solvant et du soluté. Quelles que soient les conditions opératoires {\displaystyle \Pi >0}, c'est donc toujours le compartiment B contenant la solution qui exerce la pression la plus importante sur la membrane.

### En fonction de la concentration
En notant {\displaystyle c_{\sigma }} la concentration molaire du soluté dans le compartiment B, avec la relation :
{\displaystyle c_{\sigma }={n_{\sigma } \over V}}
on peut également écrire :
Si les deux compartiments contiennent tous les deux une solution, de solutés qui peuvent être différents mais dans le même solvant, alors la pression osmotique totale exercée sur la membrane est égale à l'écart entre les pressions osmotiques exercées par les deux solutions. On note :
- {\displaystyle c_{\mathsf {A}}} la concentration de soluté dans le compartiment A (en mol/m3) ;
- {\displaystyle c_{\mathsf {B}}} la concentration de soluté dans le compartiment B (en mol/m3) ;
- {\displaystyle \Pi _{\mathsf {A}}} la pression osmotique exercée par le compartiment A contenant la solution de concentration {\displaystyle c_{\mathsf {A}}} lorsque le compartiment B contient le solvant pur ;
- {\displaystyle \Pi _{\mathsf {B}}} la pression osmotique exercée par le compartiment B contenant la solution de concentration {\displaystyle c_{\mathsf {B}}} lorsque le compartiment A contient le solvant pur ;

avec :
{\displaystyle \Pi _{\mathsf {A}}=c_{\mathsf {A}}RT}
{\displaystyle \Pi _{\mathsf {B}}=c_{\mathsf {B}}RT}

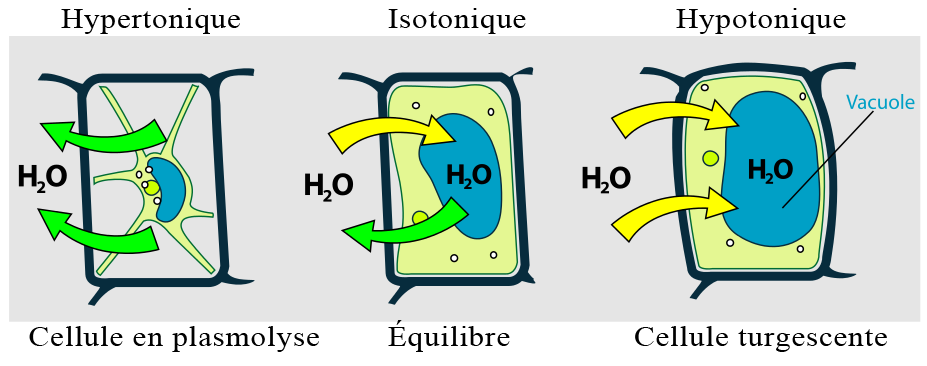
Figure 2 - Schéma illustrant les relations osmotiques entre une cellule et le milieu extérieur.

La pression osmotique totale exercée sur la membrane lorsque les deux compartiments contiennent une solution vaut, en prenant le compartiment B comme milieu de référence (par exemple le cytoplasme d'une cellule en biologie, voir figure 2) :
Trois cas se présentent :
- si la concentration du compartiment B est inférieure à celle du compartiment A on a {\displaystyle \Pi <0}, c'est donc le milieu A qui exerce la plus grande pression sur la membrane et l'osmose s'effectue de B vers A ; le milieu A est dit hypertonique par rapport au milieu B ;
- si les concentrations de part et d'autre de la membrane sont égales, la pression osmotique est nulle et il n'y a pas d'osmose ; le milieu A est dit isotonique par rapport au milieu B ;
- si la concentration du compartiment B est supérieure à celle du compartiment A, on a {\displaystyle \Pi >0}, c'est donc le milieu B qui exerce la plus grande pression sur la membrane et l'osmose s'effectue de A vers B ; le milieu A est dit hypotonique par rapport au milieu B.

### En fonction de la molalité
La loi de l'osmométrie peut également s'exprimer en fonction de la molalité {\displaystyle b_{\sigma }} du soluté, qui représente la quantité de soluté pour 1 kg de solvant (en mol/kg) :
avec {\displaystyle \rho _{s}} la masse volumique du solvant pur à la température {\displaystyle T} (en kg/m3).

### Pour un soluté dissociatif
Si le soluté se dissocie dans la solution liquide, comme par exemple un sel se dissociant en ions, l'expression de la loi est modifiée par le facteur de van 't Hoff {\displaystyle i} :

## Démonstration
Cette loi n'est valable que sous les hypothèses suivantes :
- la quantité de soluté est négligeable devant celle du solvant dans la solution ;
- la solution liquide se comporte comme une solution idéale.

Contrairement à ce que l'on observe dans un équilibre de phases (par exemple dans le cas d'un équilibre liquide-vapeur), l'équilibre osmotique est atteint alors que les pressions exercées par les deux phases A et B sur la membrane sont différentes (voir figure 1). Soit :
- {\displaystyle P} la pression exercée par le solvant du compartiment A sur la membrane ;
- {\displaystyle P+\Pi } la pression exercée par la solution du compartiment B sur la membrane ;
- {\displaystyle \mu ^{*}} le potentiel chimique du solvant pur ;
- {\displaystyle \mu } le potentiel chimique du solvant en solution.

On a alors, à l'équilibre osmotique, l'égalité des potentiels chimiques du solvant pur en A et du même solvant dans la solution B :
(1) {\displaystyle \mu ^{*}\!\left(P\right)=\mu \!\left(P+\Pi \right)}
Cet équilibre étant à la température {\displaystyle T} pour une fraction molaire de solvant {\displaystyle x_{s}} en solution dans le compartiment B, le potentiel chimique du solvant en solution peut s'écrire, en considérant que la solution est idéale :
{\displaystyle \mu \!\left(P+\Pi \right)=\mu ^{*}\!\left(P+\Pi \right)+RT\,\ln x_{s}}
on réécrit la relation (1) :
(2) {\displaystyle \mu ^{*}\!\left(P\right)=\mu ^{*}\!\left(P+\Pi \right)+RT\,\ln x_{s}}
Ainsi si le solvant est pur dans le compartiment B, soit {\displaystyle x_{s}=1}, on a {\displaystyle \mu ^{*}\!\left(P\right)=\mu ^{*}\!\left(P+\Pi \right)}, ce qui impose que {\displaystyle \Pi =0} : on retrouve la condition d'équilibre normale entre deux compartiments ayant le même contenu, à savoir que les pressions de part et d'autre de la membrane sont identiques.
La relation de Gibbs-Duhem donne la variation du potentiel chimique du solvant pur à température constante :
{\displaystyle \mathrm {d} \mu ^{*}={\bar {V}}^{*}\,\mathrm {d} P}
avec {\displaystyle {\bar {V}}^{*}} le volume molaire du solvant pur. On peut donc intégrer, en considérant une faible variation de pression sur laquelle le volume molaire peut être considéré comme constant :
{\displaystyle \int _{P}^{P+\Pi }\mathrm {d} \mu ^{*}={\bar {V}}^{*}\int _{P}^{P+\Pi }\mathrm {d} P}
{\displaystyle \mu ^{*}\!\left(P+\Pi \right)-\mu ^{*}\!\left(P\right)={\bar {V}}^{*}\cdot \left(P+\Pi -P\right)=\Pi {\bar {V}}^{*}}
On peut par conséquent réécrire la relation (2) :
(3) {\displaystyle \Pi {\bar {V}}^{*}=-RT\,\ln x_{s}}
Considérant que la quantité de soluté {\displaystyle n_{\sigma }} est négligeable devant celle du solvant {\displaystyle n_{s}} dans la solution du compartiment B :
{\displaystyle n_{\sigma }\ll n_{s}}
soit {\displaystyle x_{\sigma }=1-x_{s}} la fraction molaire du soluté :
{\displaystyle x_{\sigma }={n_{\sigma } \over n_{\sigma }+n_{s}}\approx {n_{\sigma } \over n_{s}}\approx 0}
alors  par développement limité :
{\displaystyle \ln x_{s}=\ln \!\left(1-x_{\sigma }\right)\approx -x_{\sigma }\approx -{n_{\sigma } \over n_{s}}}
on réécrit la relation (3) :
{\displaystyle \Pi n_{s}{\bar {V}}^{*}=RTn_{\sigma }}
Pour la même raison, on peut considérer que {\displaystyle V=n_{s}{\bar {V}}^{*}} est le volume de la solution dans le compartiment B. On obtient finalement la loi de l'osmométrie :

## Applications

### Osmométrie, détermination de la masse molaire du soluté

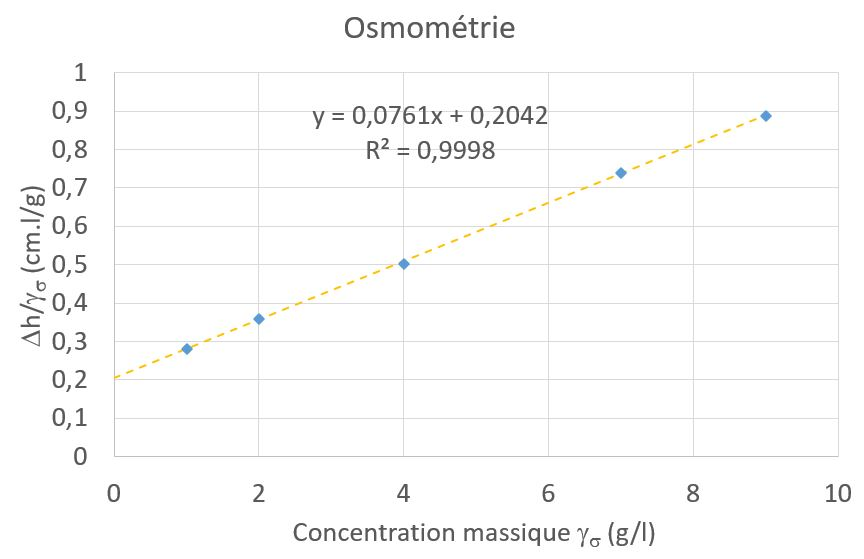
Figure 3 - Détermination de la masse molaire du PVC par osmométrie.

L'osmométrie est une technique permettant de déterminer la masse molaire d'un soluté.
On considère deux compartiments séparés par une membrane semi-perméable (voir figure 1). Chaque compartiment est équipé d'un tube montant verticalement, les deux tubes sont en équilibre gazeux permanent. L'un des compartiments (compartiment A) est rempli de solvant pur de masse volumique {\displaystyle \rho }, l'autre (compartiment B) d'une solution dans le même solvant d'un soluté à la concentration massique {\displaystyle \gamma _{\sigma }} (masse {\displaystyle m_{\sigma }} de soluté dans un volume {\displaystyle V} de solution). Le remplissage des deux compartiments s'effectue de façon que les liquides se situent initialement à la même hauteur dans les tubes. Le solvant migre par osmose à travers la membrane du compartiment A vers le compartiment B. Lorsque l'équilibre osmotique est établi, la hauteur du liquide dans le tube B est plus grande que la hauteur du liquide dans le tube A. On mesure l'écart {\displaystyle \Delta h} entre les deux hauteurs. La pression osmotique vaut {\displaystyle \Pi =\rho g\Delta h}.
La masse molaire {\displaystyle M_{\sigma }} du soluté, en g/mol, est obtenue selon :
avec {\displaystyle g} l'accélération de la pesanteur.
Exemple 1
On prépare une solution de 7,68 mg de β-carotène dans du chloroforme. Le volume de la solution est de 10 ml. La pression osmotique mesurée est de 3,542 kPa à 25 °C. On a donc, en unités SI :
- {\displaystyle m_{\beta }} = 7,68 × 10−3 g ;
- {\displaystyle \Pi } = 3 542 Pa ;
- {\displaystyle V} = 10 × 10−6 m3 ;
- {\displaystyle T} = 298,15 K.

La quantité de β-carotène est de :
{\displaystyle n_{\beta }={\Pi V \over RT}={3\,542\times 10\times 10^{-6} \over 8{,}314\times 298{,}15}} = 1,429 × 10−5 mol
La masse molaire du β-carotène est de :
{\displaystyle M_{\beta }={m_{\beta } \over n_{\beta }}={7{,}68\times 10^{-3} \over 1{,}429\times 10^{-5}}} = 537 g/mol
Pour rappel, les formules données précédemment ne sont valables que si la concentration {\displaystyle \gamma _{\sigma }} de soluté est très faible. Pour étendre le domaine d'application de la loi de l'osmométrie à des solutions non idéales, la formule est étendue sous forme d'une équation du viriel :
Les coefficients {\displaystyle B_{i}} sont appelés coefficients du viriel osmotiques. Cette expression est généralement tronquée au deuxième terme :
{\displaystyle {\Delta h \over \gamma _{\sigma }}={RT \over M_{\sigma }\rho g}\left(1+B_{2}{\gamma _{\sigma } \over M_{\sigma }}\right)}
On fait alors une série de mesures de {\displaystyle \Delta h} en faisant varier {\displaystyle \gamma _{\sigma }} à température constante. On trace ensuite le rapport {\displaystyle {\Delta h \over \gamma _{\sigma }}} en fonction de {\displaystyle \gamma _{\sigma }} (voir figure 3). Le segment de droite obtenu est extrapolé à {\displaystyle \gamma _{\sigma }=0} : l'ordonnée à l'origine vaut {\displaystyle {RT \over M_{\sigma }\rho g}} et permet de déterminer {\displaystyle M_{\sigma }} (on fera attention aux unités des diverses grandeurs).
Exemple 2
La pression osmotique de plusieurs solutions de PVC dans du cyclohexane (masse volumique 980 kg/m3) est mesurée à 298 K (25 °C).
| {\displaystyle \gamma _{\sigma }} (g/l) | {\displaystyle \Delta h} (cm) | {\displaystyle {\Delta h \over \gamma _{\sigma }}} (cm·l/g) |
| --------------------------------------- | ----------------------------- | ----------------------------------------------------------- |
| 1,00                                    | 0,28                          | 0,28                                                        |
| 2,00                                    | 0,71                          | 0,36                                                        |
| 4,00                                    | 2,01                          | 0,503                                                       |
| 7,00                                    | 5,10                          | 0,739                                                       |
| 9,00                                    | 8,00                          | 0,889                                                       |

On trace le graphe {\displaystyle {\Delta h \over \gamma _{\sigma }}=\operatorname {f} \left(\gamma _{\sigma }\right)}, on obtient une droite de pente positive que l'on extrapole à {\displaystyle \gamma _{\sigma }=0} (voir Figure 3). L'ordonnée à l'origine ainsi déterminée vaut {\displaystyle {RT \over M_{\sigma }\rho g}} = 0,21 cm·l/g, d'où l'on déduit que {\displaystyle M_{\mathsf {PVC}}} = 1,2 × 105 g/mol.

### Osmose inverse, purification du solvant
On considère le même dispositif que pour l'osmométrie (voir figure 1), mais l'on supprime l'équilibre gazeux entre les deux tubes, ce qui permet d'appliquer des pressions différentes aux deux compartiments. La pression {\displaystyle \Pi } est la pression supplémentaire qu'il faut exercer dans le compartiment B, celui de la solution, pour ramener la hauteur de liquide dans le tube B à la hauteur du liquide dans le tube A, celui du solvant pur (voir figure 4).

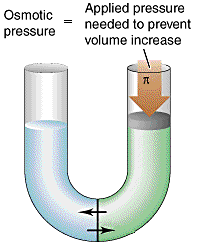
Figure 4 - En appliquant une surpression égale à la pression osmotique dans le compartiment contenant la solution (vert à droite), la hauteur de liquide dans ce compartiment s'aligne avec celle dans le compartiment contenant le solvant pur (bleu à gauche).

C'est le principe de l'osmose inverse : en exerçant une pression plus élevée dans le compartiment B contenant une solution que dans le compartiment A contenant le solvant, l'écart de pression étant supérieur à la pression osmotique, le solvant passe à travers la membrane semi perméable du compartiment B vers le compartiment A, donc dans le sens inverse de l'osmose. Ceci permet d'extraire le solvant de la solution et de le purifier. L'osmose inverse est notamment utilisée dans le dessalement de l'eau de mer : la pression osmotique de l'eau de mer (3 % en masse de chlorure de sodium dans l'eau) est de 25 bar, le dessalement se fait en appliquant une pression comprise entre 40 et 80 bar dans le compartiment contenant l'eau de mer. L'eau extraite de l'autre compartiment, à basse pression, est adoucie et potable.